# Monasterio de los mártires San Behnam y su hermana Sara
El Monasterio de los mártires San Behnam y su hermana Sara (en árabe: دير مار بهنام; en siríaco: ܕܝܪܐ ܪܡܪܝ ܒܗܢܡ ܘܡܪܬ ܣܪܐ) es un monasterio siro-católico en el norte de Irak, cerca de la ciudad de Bakhdida.
El monasterio fue construido en el siglo cuarto después de Cristo por el rey asirio Sinharib en el que él mismo trabajó como penitencia por haber matado a su hijo Behnam y su hija Sara después de que estos se convirtieron al cristianismo. 
A raíz de la adopción en la región del monofisismo en el siglo V el monasterio se integró en la Iglesia Ortodoxa Siria.
Los monjes del monasterio estableció contacto con Roma en el siglo XVIII, lo que llevó a la conversión gradual de los habitantes de Bakhdida a la Iglesia siro-católica.
El monasterio fue restaurado en el 1986, y es visitado por miles de cristianos y musulmanes cada año.